# Arbeitsamt

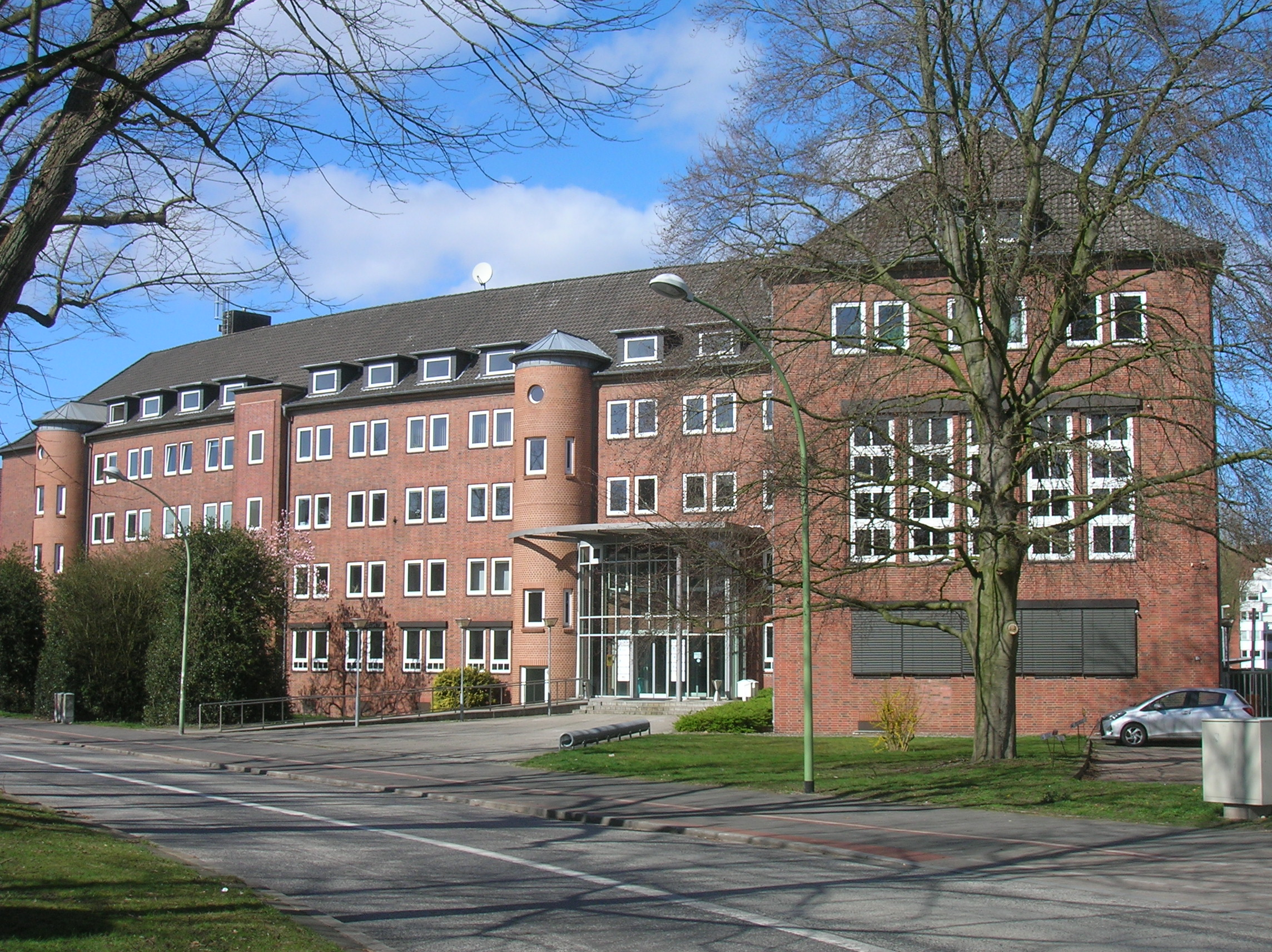
Ehemaliges Arbeitsamt Bremerhaven

Ein Arbeitsamt ist eine Behörde, der die Arbeitsvermittlung auf dem Arbeitsmarkt obliegt. Heute wird diese Aufgabe in Deutschland von der Bundesagentur für Arbeit und privaten Arbeitsvermittlern wahrgenommen.

## Geschichte der Arbeitsvermittlung in Deutschland

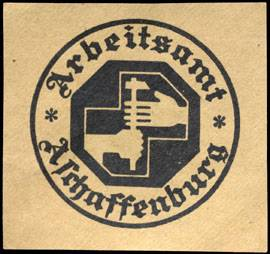
Siegelmarke

Die Arbeitsvermittlung in Deutschland blickt auf eine bewegte Vergangenheit zurück, in der sie nicht immer unumstritten war: Eine zentrale Organisation zur Arbeitsvermittlung gab es in Deutschland zunächst nicht. Es wurden lediglich regionale Strukturen z. B. durch die Ämter für  Arbeitsnachweis geschaffen.

### 1918: Reichsarbeitsamt
Obwohl bereits im Ersten Weltkrieg seitens des Militärs gefordert, um die Arbeitsprozesse fern der Front in Gang halten zu können, wurde erst am 4. Oktober 1918 das Reichsarbeitsamt geschaffen, welches für Arbeitsmarktpolitik und Arbeitsschutz, nicht aber für Arbeitsvermittlung zuständig war.

### 1919: Reichsarbeitsministerium
Das Reichsarbeitsamt bestand nur kurz und wurde am 13. Februar 1919 in das Reichsarbeitsministerium umgewandelt, der Vorstand des Reichsarbeitsamtes, Staatssekretär Gustav Bauer, wurde Reichsarbeitsminister.

### 1920: Reichsamt für Arbeitsvermittlung

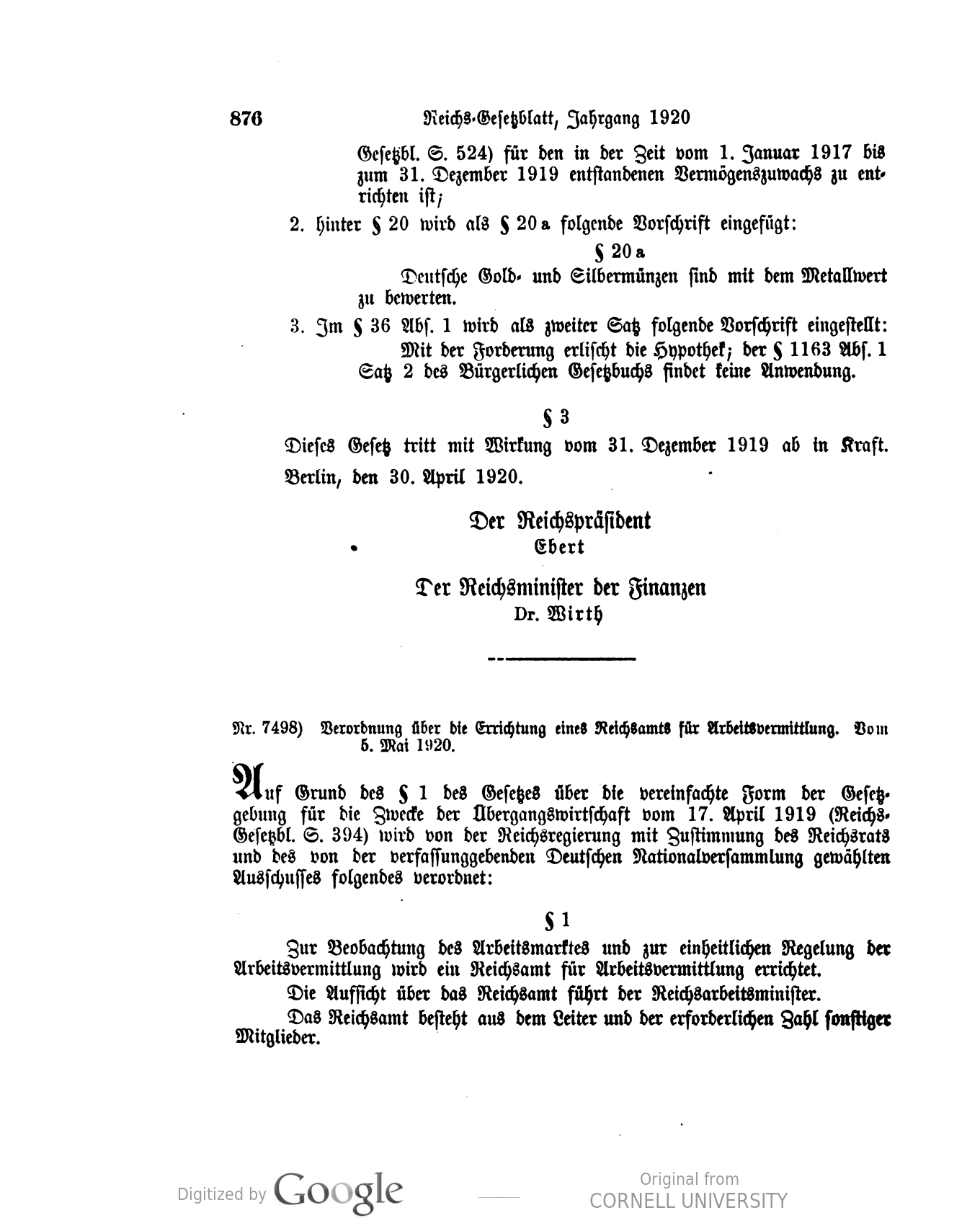
Reichsgesetzblatt (1920)

Am 15. Januar 1920 folgte die Errichtung des Reichsamts für Arbeitsvermittlung, seit 1922 in der Reichsarbeitsverwaltung als Mittelbehörde des Reichsarbeitsministeriums organisatorisch eingegliedert. Erster Präsident des Reichsamtes war Friedrich Syrup. Die Organisationsstruktur war bereits in 13 Landesarbeitsämter und 361 Arbeitsämter als regionale Stellen aufgeteilt.

### 1927: Reichsanstalt für Arbeitsvermittlung und Arbeitslosenversicherung
Am 16. Juli 1927 ging mit dem Gesetz über Arbeitsvermittlung und Arbeitslosenversicherung (AVAVG) das Reichsamt für Arbeitsvermittlung in die neu gegründete „Reichsanstalt für Arbeitsvermittlung und Arbeitslosenversicherung“ (RAfAuA) über, in deren Aufgaben der Zusammenschluss von Arbeitsvermittlung und Arbeitslosenversicherung festgelegt wurde. Präsident blieb Friedrich Syrup. Die RAfAuA enthielt Organe der Selbstverwaltung. 1938 wurde sie wieder weitgehend in das Reichsarbeitsministerium eingegliedert und die Selbstverwaltung aufgehoben, 1945 praktisch aufgelöst.

### Zweiter Weltkrieg

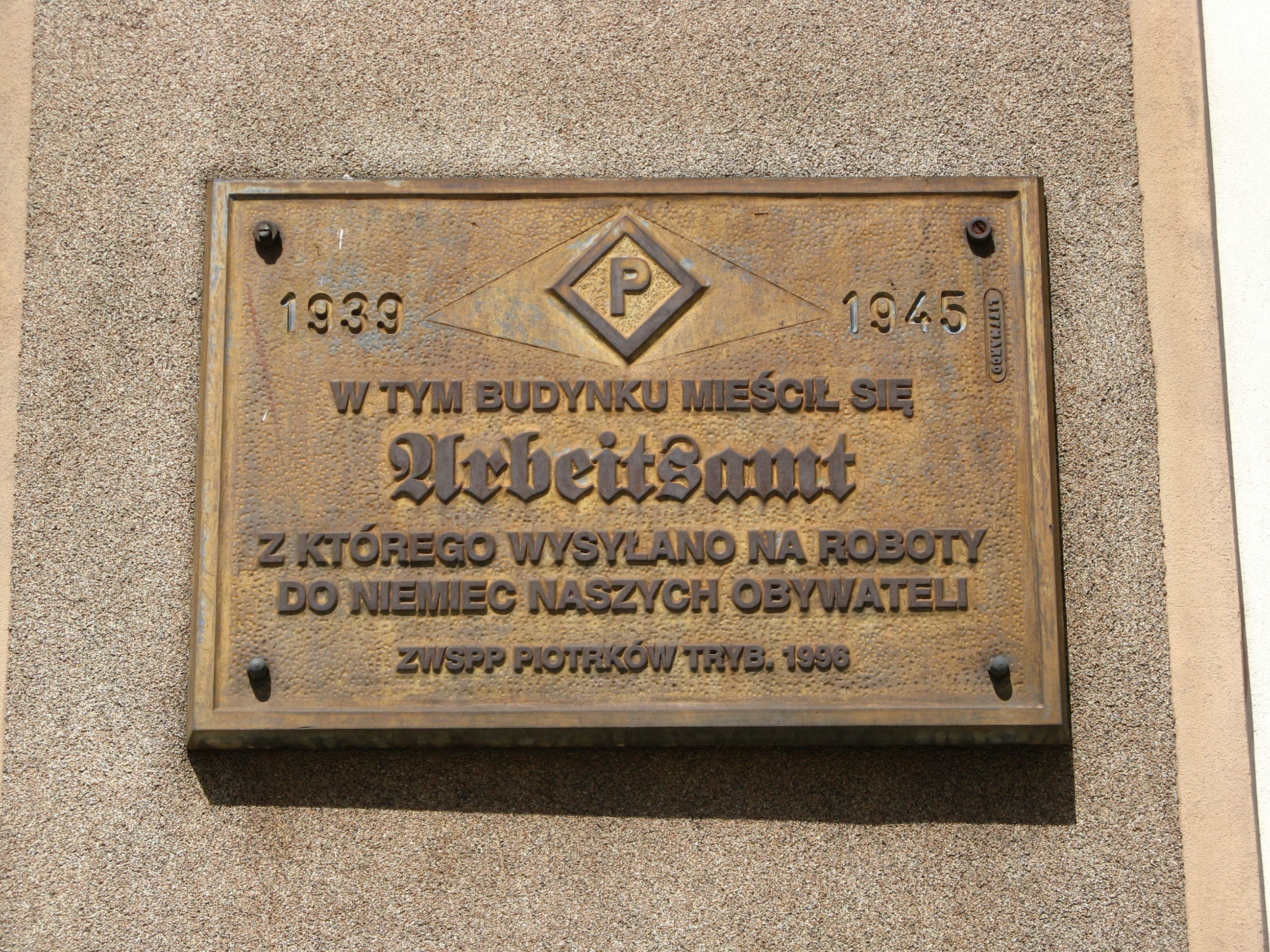
Gedenktafel in Piotrków Trybunalski

Während des Zweiten Weltkriegs unterhielten die Landesarbeitsämter in den besetzten Ländern und in den abhängigen Staaten einen Rekrutierungsapparat für Fremdarbeiter, die in den meisten Fällen Zwangsarbeiter waren. In Deutschland teilten die Arbeitseinsatzverwaltungen diese Arbeiter gemäß Anforderungslisten der Industrie, Agrarwirtschaft, Bahn, Post, Gemeinden, Familienbetrieben und Landwirten bestimmten Arbeitslagern und Arbeitsstellen zu. Im Jahr 1942 wurde Fritz Sauckel von Hitler zum Generalbevollmächtigten für den Arbeitseinsatz berufen. Er wurde im Nürnberger Prozess gegen die Hauptkriegsverbrecher wegen seiner Rolle bei der systematischen Verschleppung und Ausbeutung von Zwangsarbeitern zum Tode verurteilt und gehängt.

### 1952: Bundesanstalt für Arbeitsvermittlung und Arbeitslosenversicherung
Erst im Gesetz über die Errichtung einer Bundesanstalt für Arbeitsvermittlung und Arbeitslosenversicherung vom 10. März 1952 wurde in der Bundesrepublik Deutschland wieder die paritätische Beteiligung der Sozialpartner und der Vertreter der öffentlichen Körperschaften, neben Gewerkschaften und Arbeitgebervereinigungen, an der Selbstverwaltung festgelegt. Damit wurde der Grundstock für die heutige Bundesagentur für Arbeit (BA) gelegt.

### 1969: Bundesanstalt für Arbeit
Die B.f.A.u.A. erhielt mit der Verabschiedung des Arbeitsförderungsgesetzes am 1. Juli 1969 einen neuen Namen: „Bundesanstalt für Arbeit“: Zusätzlich zu Berufsberatung, Arbeitsvermittlung und Arbeitslosenversicherung wurde den Arbeitsämtern die Förderung der beruflichen Aus- und Weiterbildung zugewiesen, es trat also die Vorsorge für einen quantitativen und qualitativen Ausgleich von Angebot und Nachfrage auf dem Arbeitsmarkt in den Vordergrund.
2003 traten die Hartz I- und Hartz-II-Gesetze in Kraft.

### 2004: Bundesagentur für Arbeit
Am 1. Januar 2004 trat der neue Name „Bundesagentur für Arbeit“ in Kraft, was die Dienstleistungsorientierung der Arbeitsverwaltung in den Vordergrund rücken sollte; im gleichen Jahr trat das „Hartz-III“-Gesetz in Kraft, das den Umbau der Arbeitsverwaltung zu einer „modernen, kundenorientierten Dienstleistungsbehörde“ vorsah.
2005 trat das Vierte Gesetz für moderne Dienstleistungen am Arbeitsmarkt in Kraft, kurz „Hartz IV“.

## Arbeitsvermittlung in anderen Staaten
- Österreich: Arbeitsmarktservice (AMS), 1994 aus der Arbeitsmarktverwaltung (AMV) des Arbeits- (und Wirtschafts-)ministeriums ausgegliedert
- Schweiz: Regionales Arbeitsvermittlungszentrum
- Belgien: Arbeitsamt der Deutschsprachigen Gemeinschaft Belgiens (ADG)